# Launsky von Tieffenthal

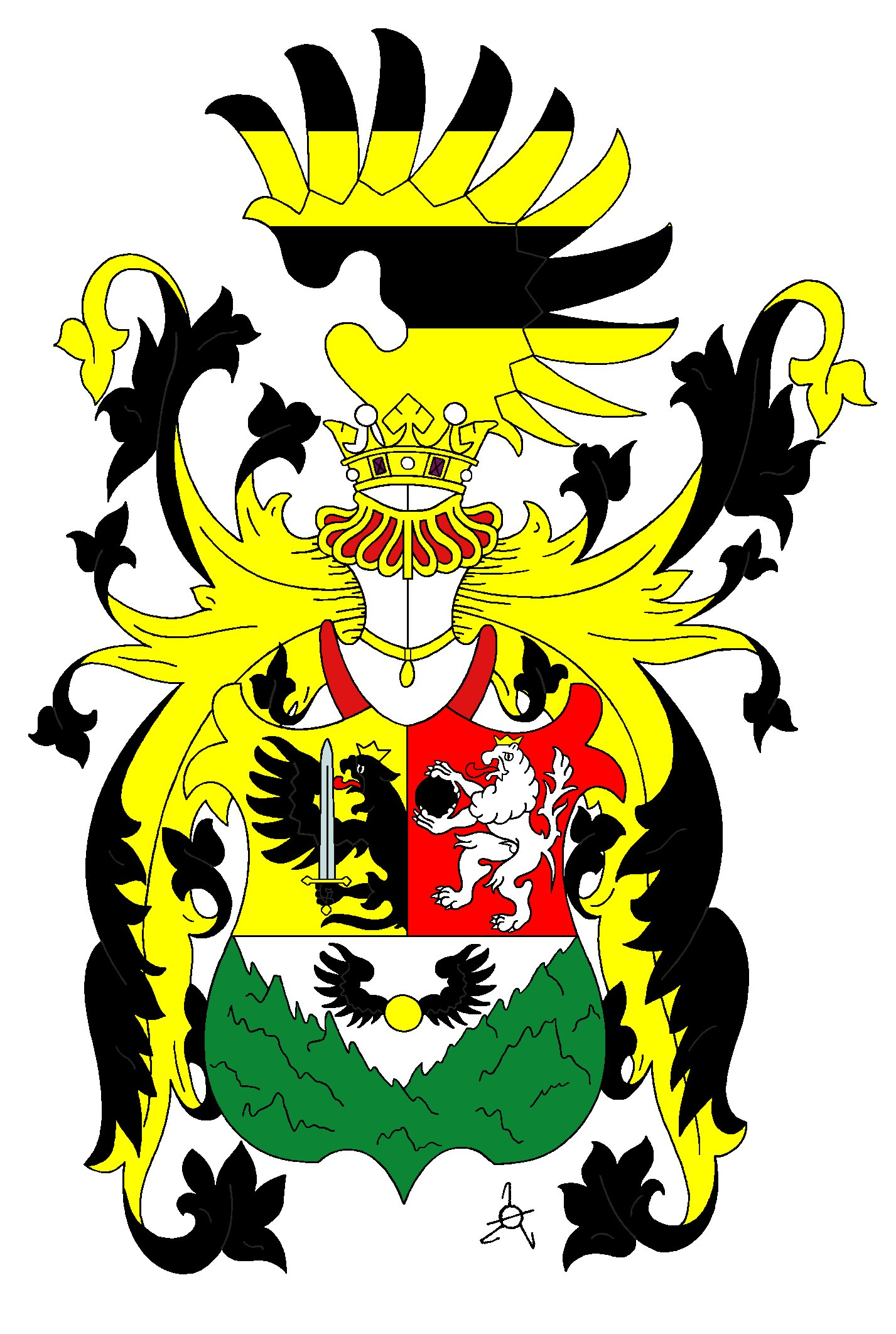
Wappen der Launsky von Tieffenthal 1652

Die Launsky von Tieffenthal (tschechisch Lounští z Tieffenthalu) sind eine aus Domažlice (deutsch Taus) in Westböhmen stammende Familie, die 1652 in den Adelsstand erhoben wurde.

## Geschichte
Ende des 16. Jahrhunderts ist in Taus ein Havel Launsky belegt, der Mitglied des Stadtrats war. Dessen jüngster Sohn Adam († vor 1641) war in den Jahren 1635–1641 Konsul von Taus. Dieser hinterließ die Söhne Wenzel (Václav), Daniel und Wenzel-Ferdinand. 
Wenzel-Ferdinand Launsky erwarb sich 1648 große Verdienste im Dreißigjährigen Krieg bei der Belagerung von Prag. Damals kämpfte er in einer studentischen Legion als Musketier gegen die Truppen des Feldmarschalls Königsmarck, der am 26. Juli 1648 die Prager Kleinseite einnahm und reiche Beute machte. Nach Kriegsende setzte Launsky das Studium an der Philosophischen Fakultät der Karls-Universität fort. 1651 erwarb den Grad eines Baccalaureaten, und 1652 schloss er das Studium mit dem Magistergrad ab. Am 24. September 1652 wurde er mit dem Adelsprädikat „von Tieffenthal“ in den Böhmischen Adel aufgenommen. Anschließend kehrte er nach Taus zurück, wo er 1653–1657 das Amt eines Stadtschreibers bekleidete. Von 1665 bis zu seinem Tod 1690 gehörte er dem Tauser Stadtrat an und war dort 1685–1688 Bürgermeister.
Robert Launsky von Tieffenthal war k.k. Hofzahlamtskontrollor. Er wurde mit Diplom vom 28. Dezember 1894 in den Österreichischen Ritterstand erhoben. Angehörige des Adelsgeschlechtes dienten in der Habsburgermonarchie als Beamte und Militärs. Mitglieder der Familie leben heute in Österreich.

## Wappen

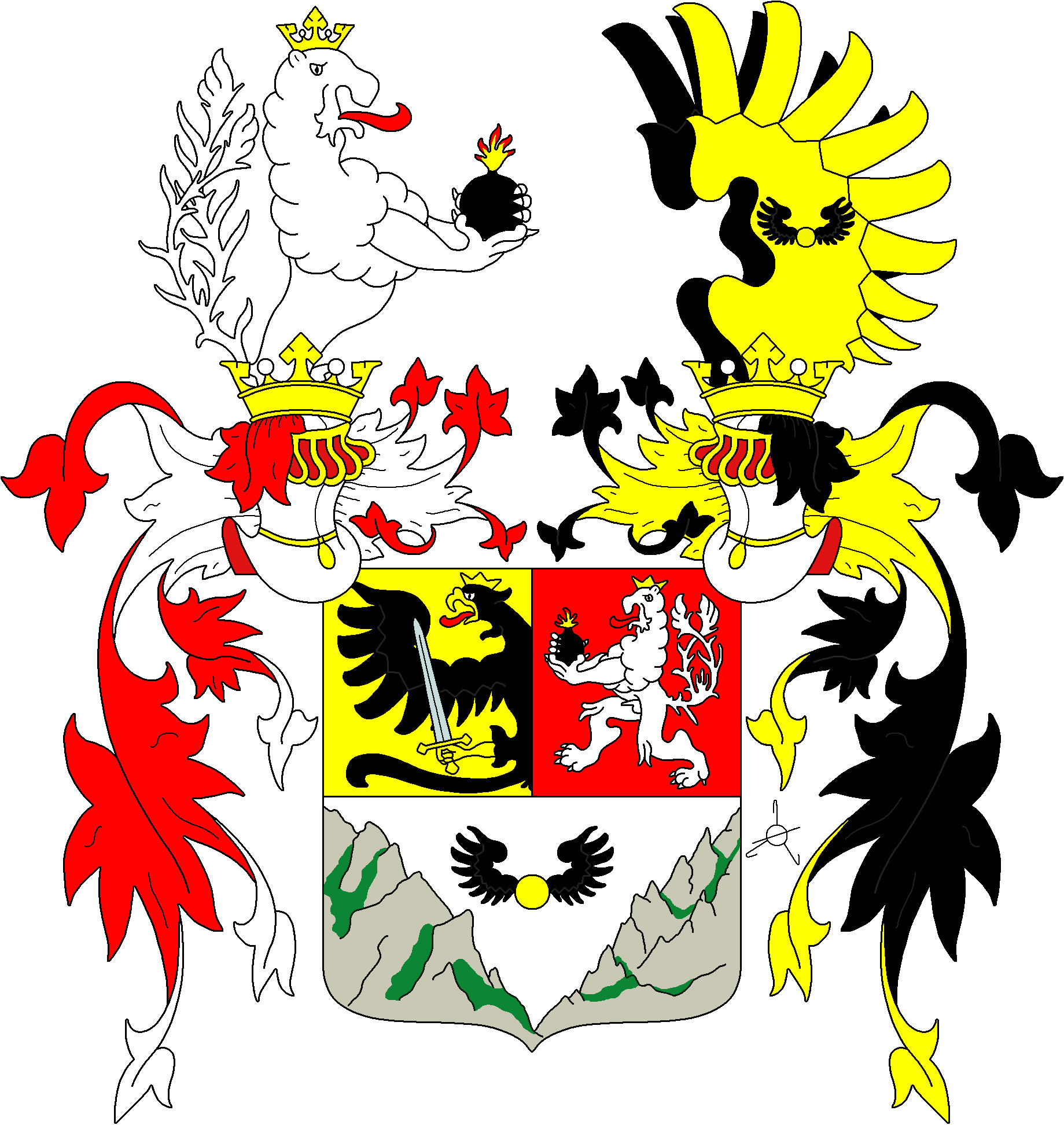
Wappen der Launsky von Tieffenthal 1894

- Stammwappen: Wappen geteilt, oben gespalten, 1 in Rot ein gekrönter silberner nach links gewendeter Löwe, in den Vorderpranken eine Granate haltend; 2 in Gold ein aus der Spaltungslinie wachsender schwarzer Adler, in den Krallen ein Schwert haltend; 3 in Silber ein grüner Felsen mit zwei Spitzen, zwischen denen eine goldene Kugel mit zwei Adlerflügeln; Helm mit Krone, offener Flug, rechts schwarz, links Gold. Helmdecken schwarz-gold und rot-silber
- Ritterwappen: Stammwappen, zwei Helme, rechts wachsender Löwe mit Granate, links schwarz-goldener geschlossener Flug

## Persönlichkeiten
- Peter Launsky-Tieffenthal (* 1957), österreichischer Diplomat, Generalsekretär des Außenministeriums und Pressesprecher der Bundesregierung
- Robert Launsky-Tieffenthal (1923–2020), österreichischer Manager in der Papierindustrie[3]
- Walther Launsky-Tieffenthal, erster weisungsfreier Kinder- und Jugendanwalt in Österreich[4]